# Ільтеряково
Ільтеря́ково (рос. Ильтеряково, башк. Илтирәк) — село у складі Кармаскалинського району Башкортостану, Росія. Входить до складу Шаймуратовської сільської ради.
Населення — 626 осіб (2010; 660 в 2002).
Національний склад:
- чуваші — 47 %